# Bugat (Bajan-Ölgii-Aimag)
Bugat (mongolisch Бугат, ᠪᠤᠭᠤᠲᠤ
 ᠰᠤᠮᠤ, engl.: Ulaankhus, dt.: Rote Birke) ist ein Sum (Distrikt) des Aimag (Provinz) Bajan-Ölgii im Westen der Mongolei. Die Bevölkerung ist vornehmlich kasachisch. Die Einwohnerzahl beträgt 3.910 (Stand: Ende 2020). 2014 wurden 3.487 Einwohner gezählt.

## Geschichte
Bugat wurde von Kasachen besiedelt, die von der Nordseite des Altai-Gebirges einwanderten. 1922 wurde das Banner Sherushy khoshuun (tuwinisch кожуун) mit dem Zentrum in Akbalshyk, dem heutigen Bilüü, gegründet. 1922 wurde es in die Einheiten Sherushy und Shebaraigyr geteilt und 1925 in Sherushy, Shebaraigyr, Botakara und Zhantekey. Diese Khoshuun gehörten zur Provinz Khovd. 1940 wurde die Provinz Bajan-Ölgii gegründet und das Sum wurde der Provinz untergeordnet.
Seit 1999 wurde in Bugat das Gold Eagle Festival veranstaltet. Es ist das größte Treffen von Adler-Jägern (Falknerei) und ist als UNESCO World Heritage Cultural Event anerkannt.

## Geographie
Bugat Sum ist ein langgezogenes zentrales Sum in der Provinz. Es erstreckt sich von Norden nach Süden und grenzt an Ulaanchus im Nordwesten, Tsagaannuur im Norden, Nogoonnuur und Altantsögts im Osten, Tolbo im Süden, Bujant im Südwesten, sowie Sagsai und Ölgii im Westen. Das Zentrum des Sum liegt in unmittelbarer Nähe des Hauptortes Ölgii. Die Landschaft des Sum ist geprägt von den Bergen und Hügeln des Altai.
Der Chowd Gol ist auch in diesem Sum der landschaftsprägende Fluss.